# Stavanger/Sandnes
Stavanger/Sandnes är med sina drygt 230 000 invånare Norges tredje största tätort. Den är belägen i norra delen av landskapet Jæren i Rogaland fylke.
Tätorten sträcker sig över fyra kommuner (invånarantal 2022):

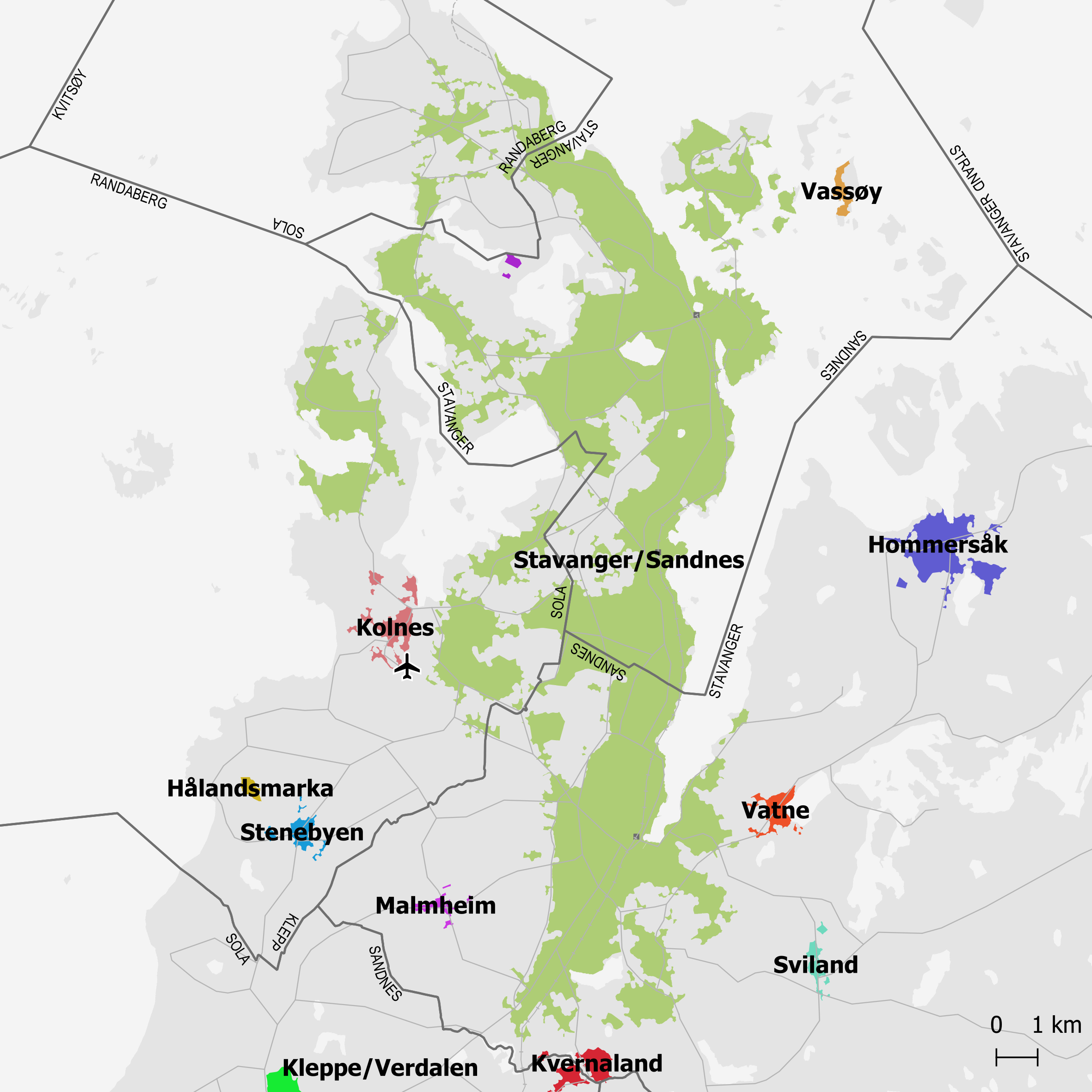
Karta utvisande tätorten (i grönt) och kommungränser.

- Stavanger, 134 298
- Sandnes, 64 884
- Sola, 22 522
- Randaberg, 9 989